# Montourtier
Montourtier är en kommun i departementet Mayenne i regionen Pays de la Loire i nordvästra Frankrike. Kommunen ligger i kantonen Montsûrs som tillhör arrondissementet Laval. År 2018 hade Montourtier 367 invånare.

## Befolkningsutveckling
Antalet invånare i kommunen Montourtier
| Referens: INSEE |